# Portada/efemèride febrer 11
Amparo Rivelles l'any 1940.
« 10 de febrer · 11 de febrer · 12 de febrer »